# Pierre Chenu

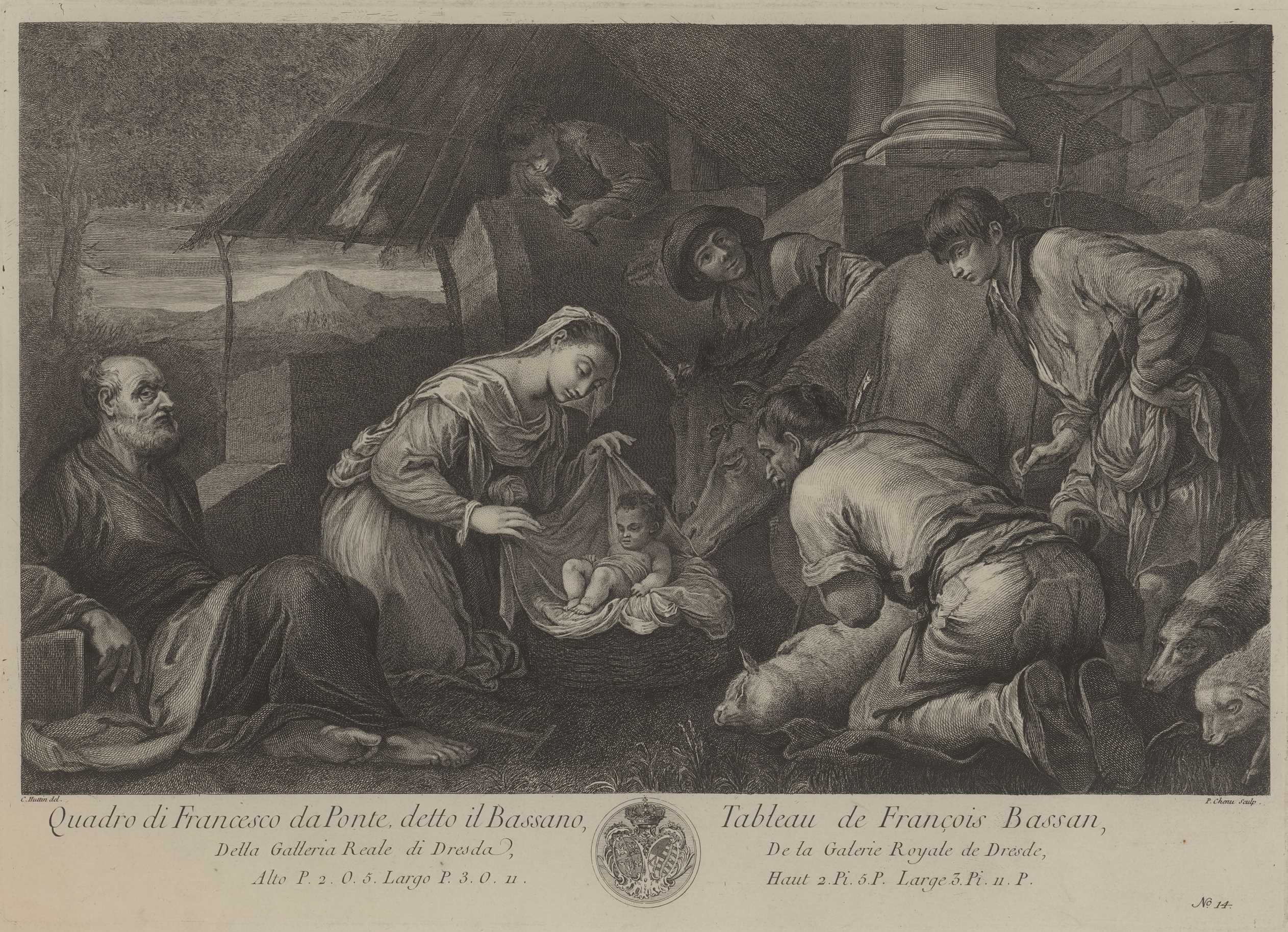
L'adorazione dei pastori (1750 circa)

Pierre Chenu (Parigi, 1730 – 1795) è stato un incisore francese.

## Biografia

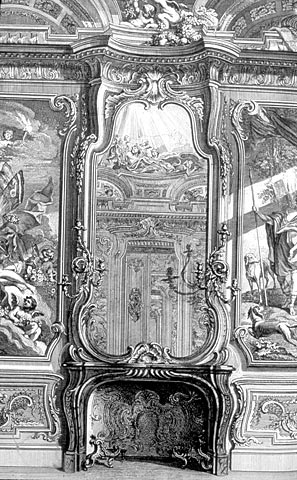
Decorazione di una stanza a Palazzo Bieliński a Varsavia, 1745 circa

Si conosce poco della vita di quest'artista, nonostante la sua ragguardevole produzione. A nove anni il padre, imprenditore edile, lo mise a bottega presso l'incisore François Cars e a 15 anni entrò alla scuola di Jacques-Philippe Le Bas.
Nel 1748 si sposò con Cécile Robust de Purnom, nipote del vescovo di Nitrie, da cui ebbe tre figlie.
Terminato l'apprendistato, iniziò l'attività a Parigi nel 1755 e qui continuò a lavorare fino al 1780, in particolare per Claude-Alexandre, conte di Vence e Simon René Baudouin, conte di Villeneuve.
Utilizzava le tecniche dell'acquaforte e del bulino ed era specializzato nella riproduzione delle opere di pittori fiamminghi e olandesi, tra cui David Teniers il Giovane, Frans Pourbus il Giovane, Adriaen van Ostade, e francesi come François Boucher, Jean-Baptiste Marie Pierre, pittore del re. Era noto soprattutto per la fedeltà con cui riproduceva le opere dei vari maestri.
Furono suoi allievi Jean-Baptiste Michel e le figlie, che continuarono la tradizione paterna, in particolare Madame Desmaison, che incideva paesaggi all'acquaforte.

### Alcune Incisioni
- Il supplizio di Prometeo da Jean-Baptiste Marie Pierre[2]
- Il riposo di Bacco da Jean-Baptiste Marie Pierre[2]
- Il ritratto di Enrico IV da Frans Pourbus il Giovane[2]
- Il ritratto di Francesco I da Frans Pourbus il Giovane[2]
- L'adorazione dei pastori da Francesco Bassano, incisione su rame, 1750 circa[4]
- Decorazione di una stanza a Palazzo Bieliński a Varsavia da Juste-Aurèle Meissonnier, incisione su carta, 54 × 34 cm, 1745 circa, Istituto Nazionale Ossoliński, Breslavia[5]